# Sófocles el Joven
Sófocles el Joven (en griego antiguo: Σοφοκλῆς ὁ νεώτερος, romanizado: Sofoklēs ho neōteros, en latín: Sophocles Minor; siglo V/IV a. C.) fue un dramaturgo ateniense. Era nieto del más famoso Sófocles.
El padre de Sófocles el Joven era Aristón, hijo de Sófocles, que también escribía tragedias. El mayor de los Sófocles estaba claramente apegado a su nieto del mismo nombre y le enseñó el arte de la escritura trágica. Este afecto también creó una envidia familiar entre sus hijos, ya que Aristón no era el heredero legal de Sófocles como el otro hijo, Iofonte. No se sabe con exactitud la edad del joven Sófocles, pero se cree que tenía menos de veinte años cuando murió su abuelo en el año 406 a. C. No se empezaron a representar sus propias tragedias hasta diez años después, en el 396 a. C.
Hizo representar las tragedias de su abuelo. Fue el primero en representar póstumamente la última obra de Sófocles, Edipo en Colono, en el año 401 a. C. Se cree que hubo otras obras. Distintas fuentes dan cifras diferentes sobre el número de obras que representó y el número de premios que ganó. Hubo unas 40 obras y 7, 11 o 12 premios. Poco se sabe sobre el contenido de las obras. Clemente de Alejandría menciona que dijo en tres de sus obras que los dioscuros eran solo humanos. Al parecer, algunas de las obras del Sófocles más joven acabaron en los catálogos de las obras del Sófocles mayor, aparentemente por confusión. Según la Suda, Sófocles el Joven también escribió elegías.